# Dioscorea furcata
Dioscorea furcata är en enhjärtbladig växtart som beskrevs av August Heinrich Rudolf Grisebach. Dioscorea furcata ingår i släktet Dioscorea och familjen Dioscoreaceae. Inga underarter finns listade i Catalogue of Life.